# Lex Romana Curiensis
Lex Romana Curiensis (slovensko Rimsko pravo za Chur), znano tudi kot Lex Romana Raetica (Retijsko rimsko pravo), Lex Romana Utinensis (Videmsko rimsko pravo) ali Epitome Sancti Galli (Povzetki svetega Gala) je latinska pravna razprava, napisana verjetno med letoma 700 in 750 v Kurski Retiji v sedanjem švicarskem kantonu Grisons. Razprava kljub oznaki lex ni imela neposredne pravne veljave,
ampak je bila priročnik za izobraževanje pravnikov in morda osnova retijskega lex et consuetudo (pravo in običaji), ki jih je v zgodnjih 70. letih 8. stoletja potrdil Karel Veliki.
Besedila je zbrala anonimna oseba, verjetno notar, saj je obvladala pravniški jezik in poznala sodno prakso. Lex Romana Curiensis ima velik kulturnozgodovinski pomen za kanton Grisons v vzhodni Švici in najbolj zahodno avstrijsko deželo Vorarlberg.

## Vsebina
Lex Romana Curiensis je povzetek Alarikovega brevirja iz leta 506. Razdeljen je na 27 knjig in ne obravnava vsega gradiva v brevirju, morda zato, ker je bil brevir sam povzetek starejših besedil. Ne vsebuje razdelkov o nekaterih tako imenovanih Pavlovih stavkih, Gregorjanskemu kodeksu, Hermogenskemu kodeksu in Papinijanovih Odgovorih. Razlike med Lexom in brevirjem ne izvirajo iz retoričnih odločitev avtorja Lexa, temveč iz njegove pomanjkljive pravne izobrazbe, saj rimskega prava ni povsem razumel. Lex se zato običajno šteje za primer običajnega zahodnorimskega ljudskega prava.
Lex na primer navaja rimski Zakon o citatih iz leta 426, toda medtem ko prvotni zakon pravi, da morajo sodniki slediti večinski razlagi prava, urednik Lexa pravi, da na sodišču zmaga tisti, ki ima večino zapriseženih prič. Na drugih mestih besedilo kaže na vpliv germanskega prava.

## Izvor in zgodovina rokopisov
Datum in kraj sestave Lex Romana Curiensis sta sporna. Večina zgodovinarjev kljub temu meni, da je bil sestavljen v 8. stoletju v Kurski Retiji. V preteklosti so njegov izvor umestili v obdobje med sredino 8. in sredino 9. stoletja na ozemlje od Retije do Lombardije, Istre in južne Nemčije, vendar je bil sestavljen za potrebe romanskega prebivalstvo vzhodne Švice in bil v rabi tudi na Tirolskem in v severni Italiji. Sodobni zgodovinarji menijo, da je nastal sredi 8. stoletja. 
Lex Romana Curiensis je v celoti ohranjen v treh rokopisih in dveh fragmentih. Dva od rokopisov sta bila izdelana v Kurski Retiji in sta zdaj v arhivu opatije Pfäfers in opatije Saint Gall. Tretji izvira iz Verone.  Dolgo časa je bil shranjen najprej v Ogleju in kasneje v Vidmu, od koder ga je Gustav Friedrich Hänel v 19. stoletju odnesel v Nemčijo. Od takrat se hrani v Leipzigu. Kopiranje veronskega rokopisa je bilo povezano z vladavino Lamberta II. Spoletskega v Italiji. Obe fragmentarni besedili sta iz Milana.
Prvo izdajo Lex Romana Curiensis je izdal Paolo Canciani leta 1789 na osnovi veronskega rokopisa. Ker delo v rokopisu ni imelo naslova, mu je dal ime Lex Romana, pod katerim je od takrat znano. Uvrstil ga je med leges barbarorum (zakoni barbarov).